# Daniele Audetto

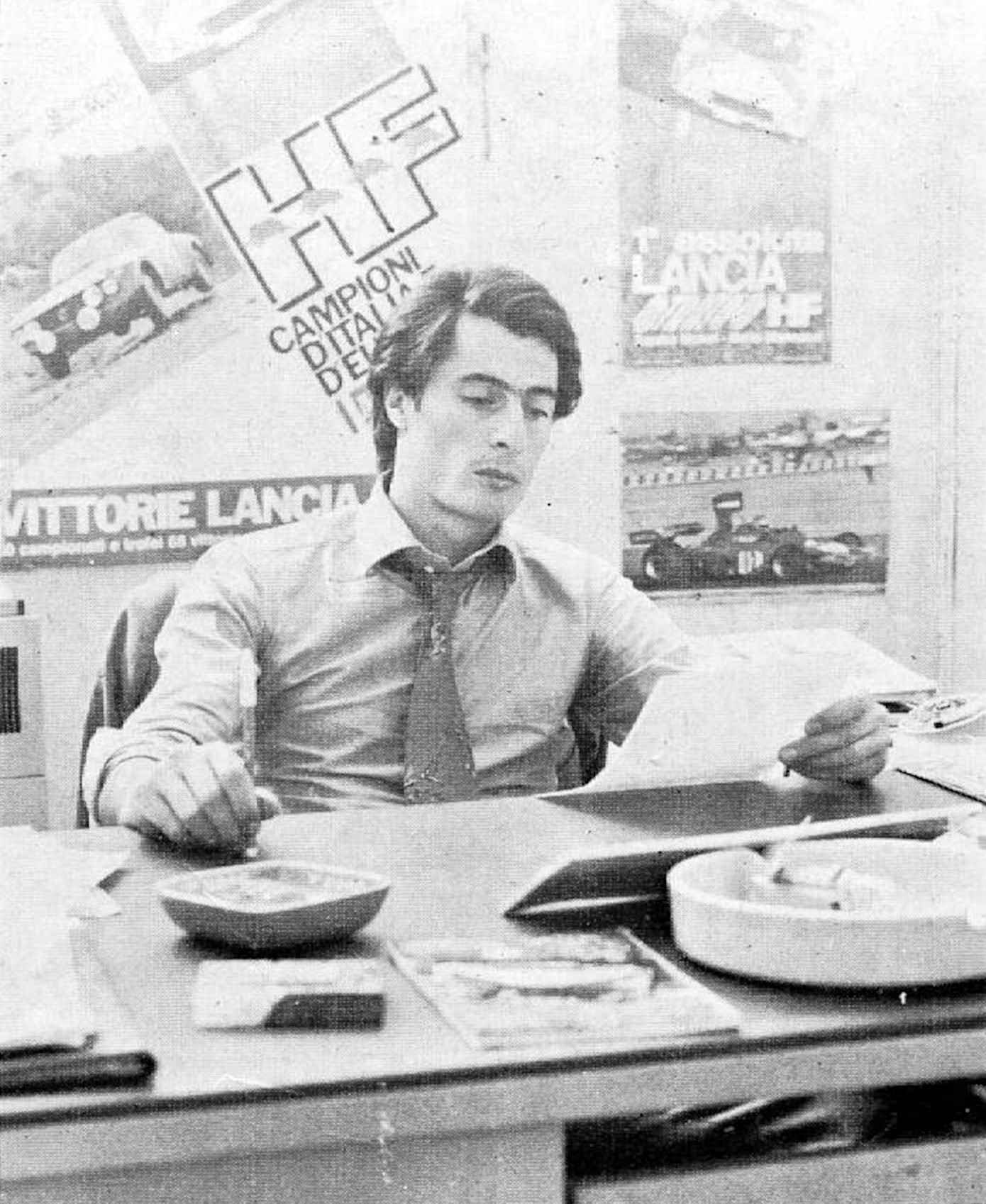
Daniele Audetto (1974)

Daniele Audetto (nacido el 4 de mayo de 1943) es un mánager de competición de origen italiano y antiguo conductor de rally y ejecutivo de manejo de patrocinios.Ocupó el puesto de gerente de las escuderías de Fórmula 1 Super Aguri e Hispania. Anteriormente también fue gerente de competición del Grupo Fiat y Arrows.

## Biografía
Audetto nació en Turín, Piamonte. Comenzó su carrera laboral como periodista y artista.

### Carrera deportiva y profesional
Audetto comenzó su carrera deportiva en competición en los rallyes en el papel de copiloto de Luca di Montezemolo y Sandro Munari en la escudería de Lancia. Durante sus tres años con el equipo consiguió el graduado de gerencia en la Universidad de Bocconi. Sufrió severos daños en sus piernas durante un accidente, por lo que puso su atención en la gerencia dentro del Grupo Fiat. Hacia 1976 sustituyó a Montezemolo como gerente de escudería de Ferrari. Audetto entonces supervisó la temporada 1977 de Niki Lauda. Al final de aquella temporada, fue ascendido como supervisor de todas las actividades deportivas de Fiat.
Dejó Fiat cuatro años más tarde y empezó a trabajar como buscador de patrocinios e intermediario independiente, trabajando para una amplia variedad de escuderías de Fórmula 1 y de organizaciones de powerboat, siendo destacado su trabajo con el patrocinador Ceramiche Ragno de Arrows F1. Después de tresw años fue reclutado por Lamborghini Engineering y en tan sólo un año fue ascendido a director gerente, supervisando el programa de motores para Fórmula 1 de la empresa entre 1989 y 1993. Después del cierre de Lamborghini Engineering, Audetto trabajó en el Campeonato Mundial de Superbikes.
A principios del año 1996, Audetto se unió a Tom Walkinshaw y al Equipe Ligier, que operaba en Fórmula 1, pero al cabo de unas semanas, la relación entre Walkinshaw y la escudería controlada por Flavio Briatore se rompió, y debido a ello, compró un paquete de acciones de Arrows F1 suficientemente grande como para controlar el equipo; Audetto, junto con muchos otros, le siguió y empezó a trabajar para Arrows. Se quedó en dicha escudería hasta su cierre, en 2002. El año siguiente llegó a Renault F1 para coordinar el departamento de motorizaciones, y posteriormente se convirtió en el director de desarrollo de negocios. Dejó el equipo a finales de 2003 para acabar con Menard, donde trabajó como vicepresidente y director comercial.
Tras dos años se cambió a Super Aguri, donde fue contratado como director gerente. Mantuvo esta posición hasta el cese del equipo en 2008. Posteriormente ocupó el puesto de director gerente de la nueva escudería Hispania Racing.